# Kosztowo
Kosztowo – wieś w Polsce położona w województwie wielkopolskim, w powiecie pilskim, w gminie Wyrzysk.
W latach 1954–1959 wieś należała i była siedzibą władz gromady Kosztowo, po jej zniesieniu w gromadzie Wyrzysk. W latach 1975–1998 miejscowość administracyjnie należała do województwa pilskiego.
W 1278 w Kosztowie powstała parafia św. Anny.